# Franck Ribéry
Franck Henry Pierre Ribéry, född 7 april 1983 i Boulogne-sur-Mer, är en fransk före detta fotbollsspelare som sist spelade för Salernitana i Serie A. Han har spelat omväxlande som offensiv mittfältare och som höger- eller vänsterytter och frambars av media  som "den nye Zinedine Zidane" på grund av sina imponerande spelarinsatser. Vid två års ålder var han med om en krock med en lastbil där han kastades genom bilens framruta, vilket resulterade i ett långt ärr över högersidan av ansiktet, vilket resulterat i smeknamnet "Scarface". Han minns dock inget av olyckan idag.
Ribéry bekänner sig till islam och hans muslimska namn är Bilal. Hans fru Wahiba är av algerisk härkomst och tillsammans har de har två döttrar. Under vinteruppehållet 2008/2009 passade Ribéry på att besöka Al-Masjid al-Ḥarām i Mecka.

## Klubbkarriär

### Marseille
Ribéry fick sitt stora klubblagsgenombrott i Marseille, efter en kortare tid i Metz och en avstickare till turkiska Galatasaray. Han var ett av få ljus i en mörk period för Marseille och blev utsedd till ligans bästa spelare och hjälpte klubben att nå Champions League 2007 innan han lämnade. Pengarna man fick in investerades sedermera så bra att Marseille kom att vinna ligan tre år efter Ribérys försäljning. Han valde bort möjligheten att spela Champions League och skrev på för Bayern München, ett beslut som senare visade sig bli ett inspirerat val från fransmannens sida.

### Bayern München
Ribéry kom till Bayern München 2007 och har i den sydtyska klubben vunnit den tyska dubbeln vid tre tillfällen, tre Bundesligatitlar samt tre inteckningar i DFB-Pokal. Under hans andra säsong 2008/2009 hos Bayern München fick Ribéry spela Champions League för första gången i sin karriär. Ribéry var avstängd när Bayern förlorade 2010 års Champions League-final mot Inter och deltog i förlusten mot Chelsea 2012. Detta i kombination med den förlorade VM-finalen med Frankrike 2006 gjorde Ribéry titellös i internationella sammanhang, något som förändrades 2013, då han efter att bland annat ha klackat bollen till Arjen Robben som sedan avgjorde matchen, kunde höja Champions League-pokalen, efter vinst mot Borussia Dortmund. Efter finalen skrev han på ett nytt fyraårskontrakt med FC Bayern.

### Fiorentina
Den 36-årige Ribéry skrev 2019 på för ACF Fiorentina, efter att hans kontrakt med Bayern München gått ut. Den 1 juli 2021 meddelade Fiorentina att Ribéry lämnade klubben i samband med att hans kontrakt gick ut.

### Salernitana
Den 6 september 2021 gick Ribéry på fri transfer till den italienska klubben Salernitana, där han skrev på ett ettårskontrakt med option på ytterligare ett år.

## Landslagskarriär
27 maj 2006 gjorde han sin landslagsdebut i det franska landslaget, när han spelade mot Mexiko i en vänskapsmatch inför fotbolls-VM 2006. Hans första mål i internationella sammanhang skulle visa sig bli avgörande, i åttondelsfinalen mot Spanien rundade han den spanska målvakten Iker Casillas och kvitterade till 1–1. Målet bidrog till att Frankrike vände matchen till en 3–1-vinst och avancerade till kvartsfinalen mot Brasilien och så småningom till finalen, där de besegrades av Italien efter straffsparkar. I inledningen av matchen mot Italien EM 2008 ådrog Ribéry sig ett befarat benbrott. Han missade VM 2014 på grund av skada. Efteråt meddelade han att han slutar i landslaget.

## Meriter
Bayern München

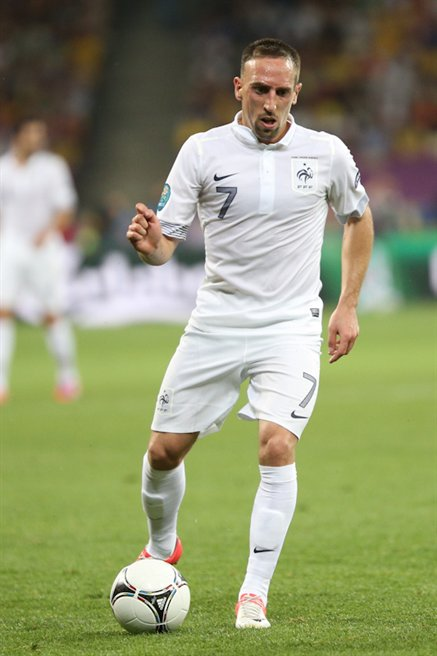
Ribéry med Frankrikes landslag i EM 2012

- Bundesliga: 2007/2008, 2009/2010, 2012/2013, 2013/2014, 2014/2015, 2015/2016, 2016/2017, 2017/2018, 2018/2019
- Uefa Champions League: 2012/2013
- DFB-Pokal: 2007/2008, 2009/2010, 2012/2013, 2013/2014, 2015/2016
- Tyska supercupen: 2010, 2012, 2016, 2017
- Tyska ligacupen: 2007
- Uefa Super Cup: 2013
- Världsmästerskapet i fotboll för klubblag: 2013

- Turkiska cupen (2005)
- Årets spelare i franska ligan (2007) (spelarmerit)
- Årets spelare i Bundesliga (2008) (spelarmerit)
- UEFA Player of the year (2013)